# Pierre Dreyfus
Pierre Dreyfus (18 de noviembre de 1907 - 25 de diciembre de 1994) fue un alto funcionario francés, director general del fabricante de automóviles Renault de 1955 a 1975, y Ministro de Industria de 1981 a 1982. No tiene ninguna relación familiar conocida con Alfred Dreyfus o con la familia Louis-Dreyfus. 

## Grandes cargos estatales
Dreyfus creció en una familia acomodada y cultivada, con una madre formada en la Universidad y un padre dedicado a los negocios. Figuras de renombre como Claude Lévi-Strauss y Robert Marjolin formaron parte de sus amigos desde la niñez. A la edad de 18 años, se lanzó al mundo de los negocios. Sin embargo, ya desde esta época había definido su filosofía: «Yo odiaba todo esto. No tenía más que una idea en la cabeza: ser funcionario, es decir, dedicarme al servicio estatal. Consideraba que esta era la única profesión interesante.» (Le Monde, 27 de diciembre de 1994) 
Después de obtener su doctorado en derecho, Dreyfus se unió a la administración pública en 1935 como asesor técnico en el Ministerio de Industria. Comprometido en la Resistencia durante la Ocupación, tras la Liberación fue nombrado inspector general de Producción Industrial. El ascenso es lo habitual para este alto funcionario, amable, reservado y excelente administrador: Jefe de Gabinete del Ministro de Industria y Comercio Robert Lacoste, de noviembre de 1947 a octubre de 1949; Presidente de las Minas de Carbón de la Cuenca de Lorena en 1950; Presidente de la Comisión del Plan de Energía en 1951; y finalmente, Director de Gabinete del Ministro de Industria y Comercio Maurice Bourgès-Maunoury en 1954. A lo largo de este período, Dreyfus también formó parte del consejo de administración de Renault, entonces una empresa pública, de la que ocupó el cargo de vicepresidente desde 1948.

## A la cabeza de un gigante industrial
Después de la muerte en un accidente automovilístico en febrero de 1955 del director ejecutivo de Renault, Pierre Lefaucheux, Dreyfus se comprometió a tomar el control de la Régie. La elección del Estado, que es solo una parte del tradicional sistema de funcionarios "paracaidistas" que sirvió para designar a Dreyfus, se convirtió en un éxito casi total. Apoyado por ingenieros de talento como Yves Georges o Claude Prost-Dame, Dreyfus demostró una gran capacidad para anticipar la evolución de los productos automotrices y no dudó en involucrar a la compañía en proyectos innovadores, que aunque arriesgados, tuvieron éxito comercial. 
El Renault 4, el primer modelo de tracción delantera de Renault, se lanzó en 1961 en torno al concepto revolucionario de un piso de carga plano y con un portón trasero, se convirtió en un gran éxito, y sigue siendo el automóvil francés más producido hasta la fecha, con más de ocho millones de unidades. El Renault 16, lanzado en 1965, fue el primer sedán con portón trasero convertible del mundo, iniciando en el mercado francés una preferencia por las carrocerías con cinco puertas que todavía perdura. 
El más ortodoxo Renault 12, comercializado en 1969, fue un familiar de la gama «media baja» perfectamente dirigido a su mercado potencial, siendo producido durante mucho tiempo en Turquía y en Argentina, y hasta los años 2000 en Rumanía. Finalmente, el Renault 5, lanzado en 1972, inauguró el segmento de los coches ciudadanos medianos, produciéndose cinco millones de unidades, y alcanzando a veces el 18 % de las ventas del mercado francés, una cifra inigualada desde entonces.
Al mismo tiempo, Dreyfus convirtió a Renault en el dominador absoluto del mercado de vehículos pesados en Francia, con las adquisiciones de Latil y Somua en 1955 para formar la famosa Saviem, y con la adquisición en 1975 del número dos nacional, Berliet.
El éxito comercial de Renault fue acompañado por un progreso significativo en el campo social, bajo la influencia de los sindicatos y el legado político de la nacionalización de Renault que hizo de la compañía el "escaparate" del modelo social francés. La tercera semana de vacaciones pagadas, una primicia en Francia, se estableció en 1955, y la cuarta en 1962. Pierre Dreyfus contribuyó voluntariamente a estos avances. En su libro Libertad para triunfar, definió su concepto de jefe de una empresa nacionalizada: Renault debe "enriquecer a la nación" y "hacer progresar la condición de los trabajadores. Estos dos objetivos son inseparables de la misma realidad ". "¿De qué", se preguntó, "serviría una economía próspera si no mejorara la suerte de los hombres? " 
A pesar de su sensibilidad demostrada con los problemas sociales, Dreyfus siguió siendo un defensor fuerte, a veces feroz, de los intereses económicos de su empresa. Las relaciones entre empleados y empleadores, tensas después de los acontecimientos de mayo de 1968, degeneraron a principios de la década de 1970 en acciones muy duras cuyas consecuencias fueron a veces dramáticas. Pierre Dreyfus  debió comparecer en el juicio del oficial de seguridad de Renault, Jean-Antoine Tramoni, procesado por el asesinato del militante maoísta Pierre Overney en febrero de 1972 durante una manifestación frente a la fábrica de Billancourt. La imagen causó sensación en una Francia aún no acostumbrada a ver a líderes de negocios y a altos funcionarios desfilar por la sala de audiencias. 
Cuando dio paso a Bernard Vernier-Palliez en diciembre de 1975, Pierre Dreyfus dejó a su sucesor un negocio en plena expansión. Renault, el primer fabricante europeo a finales de la década de 1970, innovador y exitoso en el deporte del motor (Fórmula 1, 24 Horas de Le Mans), cosechará los beneficios del largo trabajo de este competente y discreto hombre durante los años siguientes.

## Ministro y consejero
De ideas proustianas, Dreyfus estuvo durante mucho tiempo cerca del pensamiento socialista. Se afilió al joven SFIO, precursor del actual Partido Socialista, pero dejó sus filas en 1936 tras su desacuerdo con la política de León Blum (entonces jefe de gobierno) sobre la Guerra Civil Española. Durante su carrera en Renault, Dreyfus se atrincheró detrás de su rigurosa reserva de alto funcionario, pero se declaró "socialista, si es necesario elegir una etiqueta" después de su partida (Le Nouvel Observateur, noviembre de 1979). 
Regresó abiertamente a la política después de la elección de François Mitterrand como Presidente de la República en 1981 y aceptó el cargo de Ministro de Industria en el gobierno de Pierre Mauroy, en pleno "estado de gracia" socialista después de sus veintitrés años en la oposición. Nombró jefe de su gabinete a Loïk Le Floch-Prigent.
Cansado, Dreyfus renunció en junio de 1982 solo después de un año, aunque permaneció algunos años como asesor del Presidente de la República. También fue miembro de la junta de supervisión del grupo farmacéutico Roussel-Uclaf antes de retirarse de la vida pública. 